# Брезовец (район Снина)

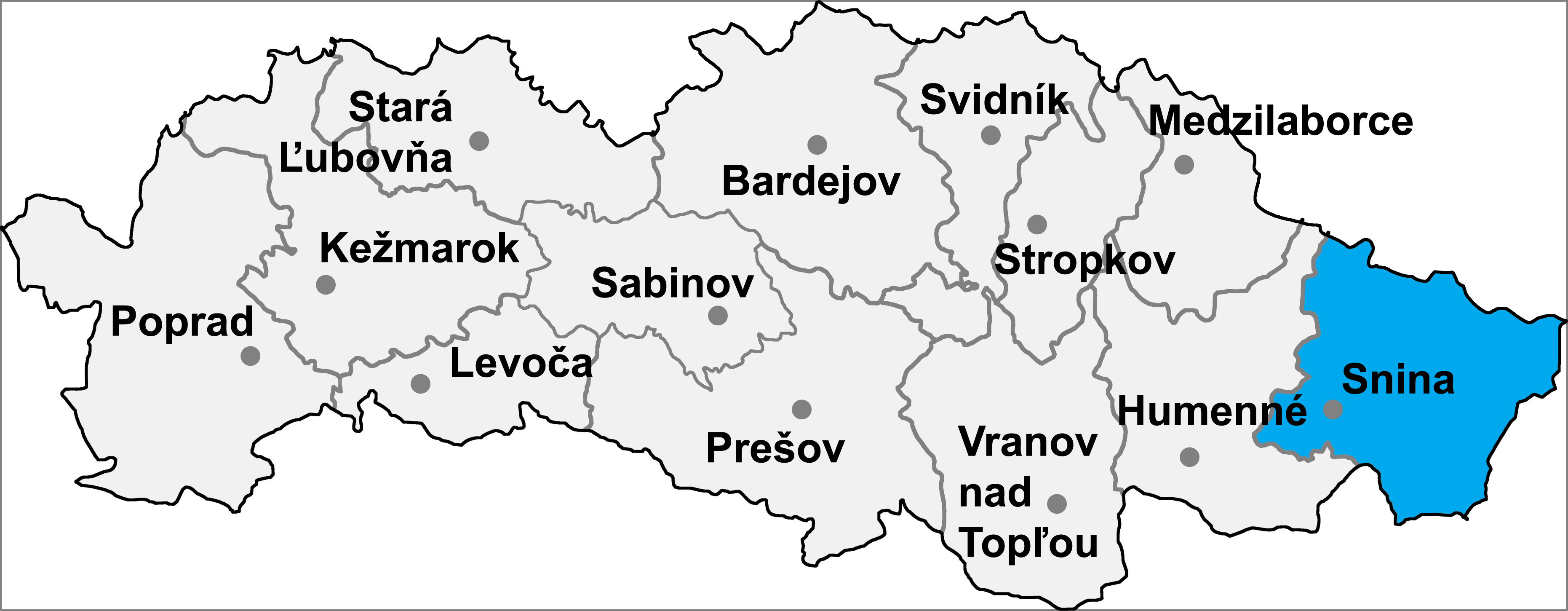
Район Снина на карте Прешовского края

Брезовец или Березовец (словац. Brezovec) — деревня в Снинском районе Прешовского края Словакии.
Расположена на востоке страны, недалеко от дер. Убля. Находится на высоте 269 м над уровнем моря. 
Впервые упоминается в 1600 году.

## Население
| Год:                | 1994 | 2004     | 2014     | 2024     |
| ------------------- | ---- | -------- | -------- | -------- |
| Количество человек: | 79   | 53       | 42       | 36       |
| Разница:            |      | −32,91 % | −20,75 % | −14,28 % |